# Stadion Miejski w Tarnobrzegu
Stadion Miejski – stadion piłkarski w Tarnobrzegu, w Polsce. Może pomieścić 3770 widzów. Swoje spotkania rozgrywają na nim piłkarze klubu Siarka Tarnobrzeg. Dominującym elementem obiektu jest trybuna główna po stronie południowej, wybudowana w latach 2010–2011.

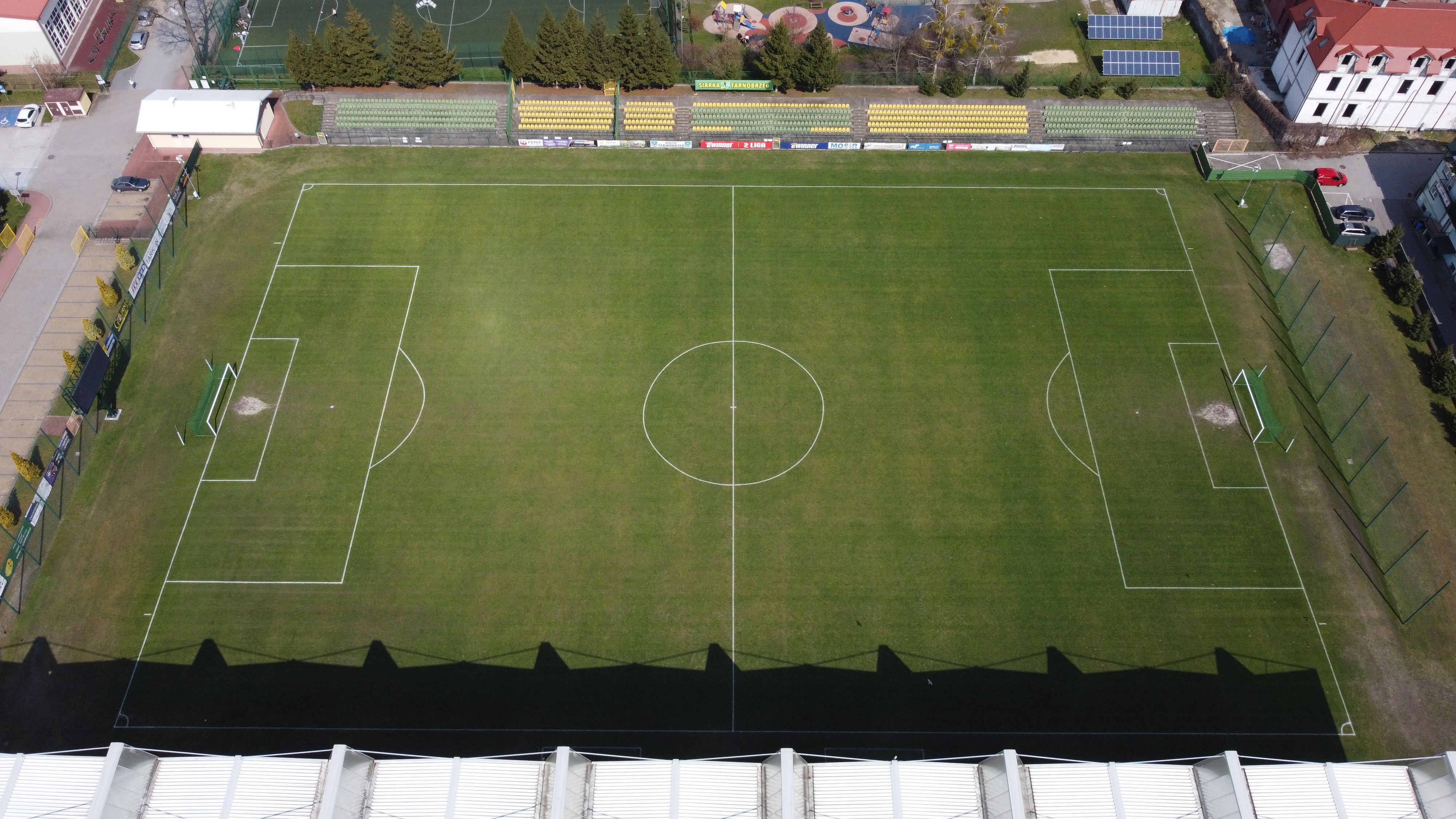
Widok na odkryte trybuny, 2023 rok.
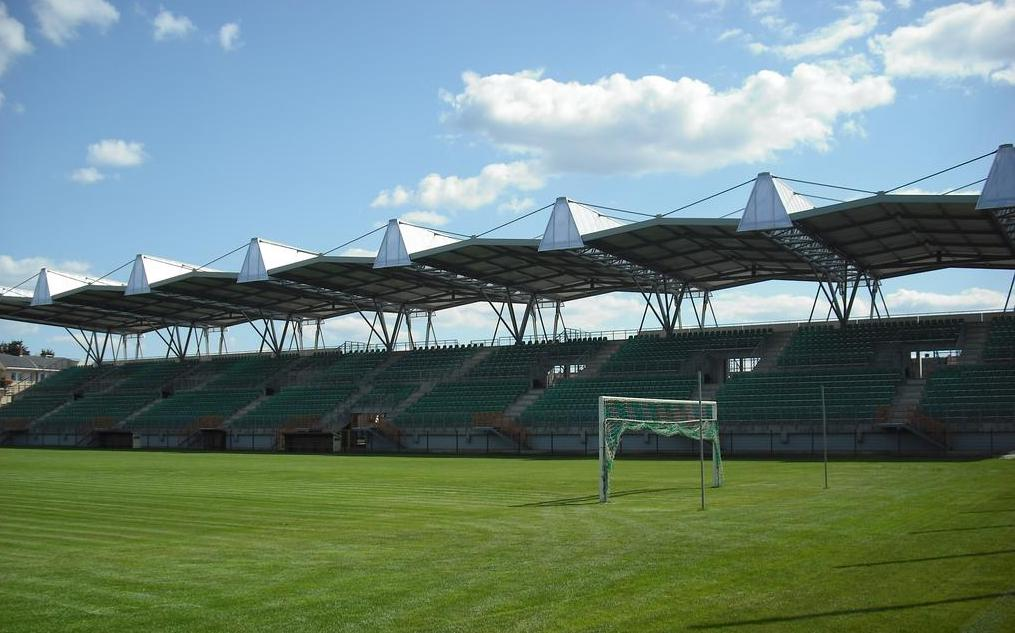
Zadaszone trybuny przed renowacją, 2014 rok.